# British Academy Television Awards

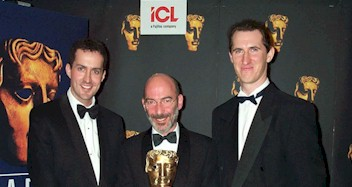
Bafta 2000

I British Academy Television Awards, noti anche come BAFTAs, o, per differenziarli dai BAFTA Film Awards, BAFTA Television Awards, sono una serie di premi televisivi britannici, analoghi agli Emmy Awards negli Stati Uniti. Presentati dalla British Academy of Film and Television Arts, essi vengono assegnati nel corso di una cerimonia che si svolge ogni anno, a partire dal 1955.
La cerimonia del 2009 ha avuto luogo il 26 aprile presso la nuova sede del premio, la Royal Festival Hall di Londra.

## Storia
I primi premi televisivi BAFTA, assegnati nel 1955, prevedevano sei categorie. Fino al 1958, erano attribuiti dalla Guild of Television Producers and Directors (l'associazione dei produttori e registi televisivi britannici). Dal 1958 in poi, dopo che la Guild si era fusa con la British Film Academy, l'organizzazione ha preso il nome di Society of Film and Television Arts. Nel 1976, infine, questa è diventata la British Academy of Film and Television Arts, nome che da allora ha sempre conservato.
Dal 1968 fino al 1997, i premi BAFTA per il cinema e la televisione sono stati presentati in una cerimonia congiunta nota semplicemente come BAFTA Awards ma, per semplificare, dal 1998 in poi le cerimonie sono state divise in due. I premi per la televisione (BAFTA Television Awards) sono di solito presentati in aprile, con una cerimonia separata, in una diversa data, per i premi alle professioni televisive (Television Craft Awards), che riguardano settori più tecnici dell'industria, come gli effetti speciali, la scenografia o i costumi.
I premi sono aperti solo a programmi britannici — con l'eccezione del Pioneer Award votato dal pubblico — ma qualsiasi stazione televisiva via cavo, via satellite, terrestre o digitale che trasmetta nel Regno Unito ha il diritto di presentare iscrizioni ai premi in concorso, come lo hanno le compagnie produttrici indipendenti che hanno prodotto programmi per i canali. Singoli spettacoli, come quelli di attori, possono essere iscritti o dagli stessi artisti o dalle emittenti. I programmi che vengono iscritti devono essere stati trasmessi fra il 1º gennaio e il 31 dicembre dell'anno precedente alla cerimonia dei premi (ad esempio, fra il 1º gennaio e il 31 dicembre 2009, per i premi 2010). L'iscrizione è gratuita, e i moduli di iscrizione sono resi disponibili fra ottobre e novembre di ogni anno.
Dopo che tutte le iscrizioni sono pervenute, sono votate in linea da tutti i membri di diritto dell'Academy. I programmi e gli spettacoli che raccolgono la maggior parte dei voti, di solito quattro in ciascuna categoria, sono inseriti in una lista ristretta come candidature ufficiali di ogni premio, tra le quali una speciale giuria di nove membri sceglierà poi il vincitore. I membri di ciascuna giuria sono selezionati dal Comitato televisivo (Television Committee) dell'Academy tra persone dotate di competenze adeguate alle categorie in concorso, ma senza legami diretti con i programmi o gli artisti da valutare.
Ci sono anche numerosi premi onorari fuori concorso — il Premio Denis Potter per un'eccezionale sceneggiatura televisiva (Dennis Potter Award for Outstanding Writing for Television); il Premio Alan Clarke per un eccezionale contributo creativo alla televisione (Alan Clarke Award for Outstanding Creative Contribution to Television); il Premio Richard Dimbleby per un eccezionale presentatore nell'arena dal vero (Richard Dimbleby Award for Outstanding Presenter in the Factual Arena); la nomina a membri dell'Accademia (Fellowship) per individui che hanno dato un eccezionale contributo alla televisione durante le loro carriere, e vari altri premi speciali assegnati su una base ad hoc. Questi premi sono suggeriti dal Comitato televisivo e assegnati dal Consiglio dell'Academy. Non sono sempre assegnati necessariamente ogni anno, ma solo se e quando opportuno.
La cerimonia dei BAFTA Television Awards è trasmessa alla televisione britannica, di solito il giorno dopo che ha avuto luogo. La trasmissione si alterna ogni anno sui due principali canali televisivi del regno Unito, BBC One e ITV1.

### "Baftagate"
Nel 1992, è stata fatta una controversa selezione nella categoria Miglior serie drammatica (Best Drama Serial), quando il poliziesco Prime Suspect ha strappato il premio allo sceneggiato a sfondo politico-sociale G.B.H.. Dopo la cerimonia, quattro dei sette membri votanti della giuria hanno firmato una deposizione pubblica dichiarando di aver votato per la vittoria di G.B.H.. Irene Shubik, che in qualità di presidente non aveva espresso voti, si è rifiutata di commentare pubblicamente la faccenda, ma il Presidente della BAFTA Richard Price ha dichiarato che le schede di voto trasmessegli dalla Shubik avevano mostrato quattro voti per Prime Suspect e tre per G.B.H.. Price ha sostenuto che le schede di voto non potevano essere ricontate in quanto erano state successivamente distrutte. Nessuna colpa è mai stata attribuita alla Shubik dai quattro giudici, i quali si erano inizialmente rivolti proprio a lei per sollevare l'apparente discrepanza con la BAFTA.

## Categorie
Le principali categorie di premi in concorso presentate ogni anno sono:
- Miglior attore (British Academy Television Award for Best Actor)
- Miglior attrice (British Academy Television Award  for Best Actress)
- Miglior attore non protagonista (British Academy Television Award for Best Supporting Actor)
- Miglior attrice non protagonista (British Academy Television Award for Best Supporting Actress)
- Miglior programma o serie comica (British Academy Television Award for Best Comedy (Programme or Series)); comprende spettacoli di cabaret e di sketch. Giudicato sulla base di un singolo episodio.
- Miglior interpretazione comica (British Academy Television Award for Best Comedy Performance)
- Miglior sceneggiato drammatico (Best Drama Serial); un dramma in cui una storia principale è narrata attraverso più di un episodio e viene risolta in quello finale.
- Miglior serie drammatica (British Academy Television Award for Best Drama Series); un dramma che consiste di vari episodi, ciascuno dei quali però narra una storia autoconclusiva, con gli stessi personaggi che continuano da un episodio all'altro.
- Miglior dramma singolo (Best Single Drama); un dramma in cui una storia autoconclusiva è narrata in un singolo episodio unico, equivalente a un film per la televisione. La lunghezza minima è di cinque minuti.
- Miglior dramma continuativo (Best Continuing Drama); un dramma che trasmette un minimo di venti episodi all'anno. I candidati sono tipicamente soap operas.
- Miglior interpretazione di intrattenimento (Best Entertainment Performance)
- Miglior serie o elemento dal vero (Best Factual Series or Strand)[1]
- Miglior speciale (Best Feature); per programmi non compresi in nessun'altra categoria, ad esempio programmi di cucina, giardinaggio, moda o discussione.
- Premio Flaherty per il singolo documentario (Flaherty Award for Single Documentary); per un documentario unico non presentato come parte di una serie regolare.
- Premio Huw Wheldon per programmi dal vero specializzati (Huw Wheldon Award for Specialist Factual); attribuito a puntate uniche o a serie su arte, storia, storia naturale o scienze, o dal vero o basate su interpretazioni. I programmi iscritti non possono essere inseriti anche in altre categorie.
- Premio Lew Grade per programma o serie di intrattenimento (Lew Grade Entertainment Programme or Series); comprende spettacoli di varietà, spettacoli di giochi, quiz, spettacoli di conversazione e altre trasmissioni simili.
- Copertura di notizie (News Coverage); per un singolo programma di notizie nella sua interezza o fino a un'ora di materiale inedito da un canale di notizie continuo.
- Premio situation comedy (Situation Comedy Award); per le sitcoms
- Premio Sport; per un programma sportivo
- Premio per i pionieri (The Pioneer Award); concesso ai creatori di programmi che hanno ottenuto successo con approcci nuovi o pionieristici. La lista ristretta per questo premio è preparata da un voto dei critici televisivi nazionali, e il vincitore è votato dal pubblico generale, unico premio televisivo della BAFTA assegnato in questo modo.
- Premio internazionale (International Prize); per programmi realizzati al di fuori del Regno Unito e/o dell'Irlanda. Il premio, cessato nel 1998, è stato reintrodotto nel 2007 sostituendo la categoria Attualità (Current Affairs) che è stata assorbita nella Miglior serie dal vero (Best Factual Series) e nel Miglior documentario singolo.[4]

### Cessati
- Miglior attualità (Best Current Affairs); il programma iscritto può essere una puntata unica o parte di una serie, ma se è parte di una serie lo stesso episodio non può essere iscritto anche in un'altra categoria. Questa categoria, comunque, è stata interrotta nel 2007 per la mancanza di iscritti al premio[4]. Tuttavia, i programmi di attualità possono ancora qualificarsi, ma o sotto la categoria Miglior documentario singolo (Best Single Documentary) o sotto quella Miglior serie dal vero (Best Factual Series), secondo il genere del programma.